# Dumitru Pavlovici
Dumitru Pavlovici (n. 26 aprilie 1912 – d. 28 septembrie 1993) a fost un fotbalist român, care a jucat pentru echipa națională de fotbal a României la Campionatul Mondial de Fotbal din 1938 (Franța).

## Titluri
- Campion al României: 1935, 1936, 1938
- Câștigător al Cupei României: 1936, 1943